# Foreste umide del Congo occidentale
La regione delle foreste umide del Congo occidentale è un'ecoregione inclusa nella lista Global 200 del WWF. È la seconda regione di foresta umida più estesa del mondo, nonché una delle più ricche e intatte. È formata da due ecoregioni:
- AT0126 - foreste di pianura del Congo nord-occidentale;
- AT0129 - foreste palustri del Congo occidentale.